# لولوگونیتل
لولوگونیتل (به لاتین: Lologonitel) یک منطقهٔ مسکونی در روسیه است که در داغستان واقع شده‌است.